# Осліплення Самсона (Рембрандт)
Осліплення Самсона (нід. De blindmaking van Simson) — картина голландського художника Рембрандта Харменса ван Рейна, створена в 1636 році. За основу взятий біблійний сюжет з Книги Суддів (Сд, XVI, 4-21), що входить у Старий Заповіт. Наразі картина перебуває в Штеделівському художньому інституті і міській галереї, що в Франкфурті-на-Майні, Німеччина. Їй присвоєно інвентарний номер — Inv. 1383.

## Історія створення
Ідея відображення в живописі біблійної сцени про Самсона була не нова і до Рембрандта на своїх полотнах її реалізували такі митці, як Тінторетто, Лукас Кранах (Старший), Рубенс. Однак, саме ван Рейн вирішив намалювати картину, де історія про Самсона була б розкрита з нового ракурсу. Приступаючи до реалізації задуманого, Рембрандт бере за основу найтрагічніший момент — осліплення головного героя. Центральною сценою картини є момент, коли воїни з усіх боків оточили Самсона і виколюють йому очі, а Даліла рятується втечею з пасмами його волосся. Дослідники творчості Рембрандта висунули припущення, згідно з яким, художник малював дві картини «Осліплення Самсона» і «Данайя» одночасно, після чого підніс їх в дар Констянтину Хейгенсу — особистому секретареві штатгальтера Фредерік Генріха Оранського. Саме після цього Рембрандт стає популярним і йому надходить безліч замовлень.
Ця картина є одним з найбільших придбань за всю історію Штеделівського художнього інституту і міської галереї. Тогочасний директор Людвіг Йюсті (нід. Ludwig Justi) домовився про придбання картини у віденських представників аристократичної династії Шенборн. Сторони дійшли згоди на ціні в 336 000 марок, але повну суму директор не зміг зібрати самотужки. На поміч йому прийшли приватні особи, що за декілька днів зробили пожертвувань на суму 167 700 марок. Процесс придбання та передачі картини остаточно було завершено в травні 1905 року.

## Опис
Самсон був біблійним героєм і захисником єврейського народу від філістимлян. З дитинства був наділений великою силою. За завдані збитки і постійну загрозу для своїх життів, филистимляни спрямовують усі зусилля щоб позбутися Самсона. Дізнавшись, що у нього є коханка-філістімлянка Даліла, вони підбурюють останню дізнатися в чому полягає секрет величезної сили. Лише з четвертої спроби Даліла дізналася, що таким джерелом є волосся, яке не можна остригати. Вночі прийшли воїни і позбавили сплячого Самсона волосся, після чого зв'язали і викололи йому очі.
За допомогою затемнення країв і використання світлих тонів фарби при написанні одягу головного героя, Рембрандт досягає концентрації уваги саме на ньому, в момент його жаху і безпорадності. Автор має на меті передати жорстокість ситуації і викликати здригання завдяки дрібним деталям, таким як: повне іронії обличчя Даліли, байдужі і сконцентровані очі воїнів, зціплені зуби Самсона, що виражають терпіння болю через силу.